# Tarot

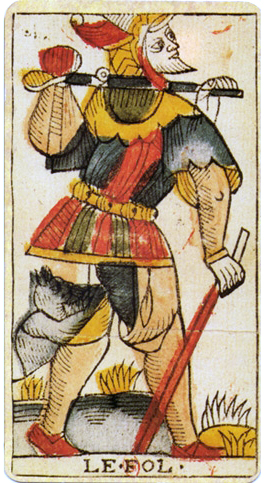
Trumpfkarte Der Narr aus dem Tarot des Jean Dodal, Lyon, 1701–1715

Tarot (maskulinum oder neutrum, ausgesprochen /ta.ˈʁoː/) ist ein Satz von 78 Spielkarten, der heutzutage zu psychologischen Zwecken oder als Wahrsagekarten verwendet wird. Er wird eingeteilt in die großen Arkana, die 22 Trümpfe nummeriert von 0 bis 21, und die kleinen Arkana, die 56 Farbkarten: zehn Zahlen und vier Bildkarten in jeweils vier Farben (z. B. Stäbe, Münzen, Kelche und Schwerter). Arcanum steht lat. für Geheimnis, es leitet sich von arca ab, was Kiste bedeutet (was in einer Kiste liegt, ist von außen unsichtbar und damit geheim).
Die Tarotkarten gehören zur Familie der Tarock-Spielkarten. Bis Ende des 18. Jahrhunderts ist ihre Entwicklung identisch. Danach erhielten Tarot-Kartensätze, die ausdrücklich für Wahrsagezwecke gedacht waren,  zunehmend symbolisch-esoterische Inhalte. In mehreren Sprachen (u. a. Französisch, Englisch, Spanisch) wird das Wort Tarot sowohl für die Wahrsage- wie auch für die Tarockspielkarten benutzt.

## Geschichte

### Herkunft des WortesTarot
Gesichert ist: Das Wort Tarot stammt aus dem Französischen und ist der Name eines Kartenspieles, das auch Tarocchi (italienisch), Tarock (deutsch) oder Troccas (rätoromanisch) genannt wird. Bei der italienischen, deutschen und rätoromanischen Bezeichnung heißen die Trümpfe ebenso: Bsp. das Wort Tarocchi ist gleichbedeutend mit dem Wort Trumpf. Im französischen Sprachraum ist dies nicht der Fall. Ob nun Tarot dieselben Wurzeln hat wie Tarocchi und Tarock, kann nicht restlich aufgeklärt werden. Einige Autoren gehen von einer gemeinsamen Herkunft aus, denn die Namen Taraux und Tarocchi erscheinen erstmals im Jahre 1505 parallel sowohl in Frankreich als auch in Ferrara, Italien, andere frühe Erwähnungen folgten in Ferrara. Andere Autoren verweisen auf die Möglichkeit, dass das Wort vom französischen tarotée abstammen könne, was übersetzt kariert heißt und so auf die Kartenrückseite verweist. Eine andere Erklärung stammt ebenso aus dem französischen Sprachgebrauch: Viele Spielkarten hatten häufig eine silberne Umrahmung mit einem spiralförmigen Band aus feinen Punkten. Diese Punkte oder Löcher wurden tares genannt. Karten mit solchen tares wurden dann tarots genannt.
Die Unsicherheit der Wortherkunft führte bei Esoterikern zu weiteren unwissenschaftlicheren Deutungen: So wies angeblich der französische Gelehrte Wilhelm Postel im 16. Jahrhundert darauf hin, dass die vier Buchstaben T-A-R-O auf einer Kreislinie geschrieben ein Endloswort ergeben: T-A-R-O-T. Startet man bei R, erhält man R-O-T-A, was entweder lateinisch Rad heißt oder auch der Begriff für das höchste römische Gericht in der katholischen Kirche (römische Kurie) ist, das ein ordentliches päpstliches Gericht für Berufungen in kirchlichen Prozessen darstellt und sich vorwiegend mit Ehesachen beschäftigt (nach dem Radmosaik des Sitzungssaales). Entgegengesetzt der Leserichtung ergeben sich das Wort T-O-R-A, welches das als heilig betrachtete Buch unter anderem im Judentum ist, oder O-R-A-T, was für die Glaubensrichtlinie der christlichen Religionen steht (lat.: „er/sie/es betet“).
Jedoch erscheint dieses Schlüsseldiagramm nur in der 1646er-A.-von-Frankenberg-Ausgabe von Postels Clavis; es erscheint in keiner Edition, die zu Postels Lebzeiten veröffentlicht wurde (erste Ed. 1547).

### Geschichte der Spielkarten

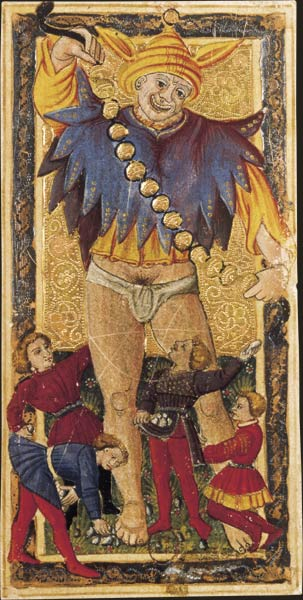
Der Narr im Tarot Karls VI., 15. Jahrhundert

Nach einer Legende des französischen Mystikers Papus ist der Tarot im alten Ägypten entstanden: Das alte ägyptische Reich stand einst vor einigen tausend Jahren vor der Bedrohung, zerstört zu werden. Die Weisen des Landes berieten deshalb, wie das jahrtausendealte Wissen des Reiches vor der Zerstörung bewahrt werden könne.
Der Vorschlag, es in Zeichen und Symbolen in die Wände der Pyramiden einzumeißeln, wurde verworfen, da auch die stärksten Mauern von Menschenhand erbaut und vergänglich seien. Auch der Vorschlag, die zehn weisesten und klügsten Köpfe des Landes in die Geheimnisse einzuweihen, die es dann anderen weitergeben könnten, fand keine Zustimmung, da schon oft aus einem Weisen ein Narr geworden sei.
So einigte man sich darauf, das Wissen und die Weisheit dem Laster anzuvertrauen, da dieses alle Schwankungen und Veränderungen der Zeit überdauere. So ging man daran, das gesamte Wissen in Bildern auf Spielkarten zu zeichnen, die dann dem Volk übergeben wurden, damit es seinen Lastern und Leidenschaften fröne.
Tatsächlich gibt es keine Beweise für die Annahme, der Tarot beruhe originär auf ägyptischen oder hebräisch-kabbalistischen Weisheitslehren.

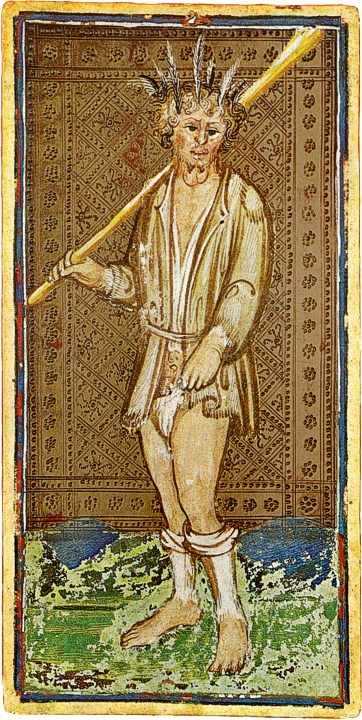
Der Narr im Visconti-Sforza-Deck (ca. 1450)

Spielkarten sind in Europa seit dem Ende des 14. Jahrhunderts bekannt, wie sich aus urkundlichen Erwähnungen von 1367, Bern, und etwas später ergibt. Sie scheinen sich sehr schnell über ganz Europa verbreitet zu haben, wie man aus Erwähnungen schließen kann, die sich meist auf Verbote des Kartenspiels beziehen. Über die Gestaltung und die Anzahl dieser Karten ist nur wenig bekannt, wesentliche Information gibt allein ein Text des Johannes von Rheinfelden 1377 aus Freiburg im Breisgau, der neben anderen Versionen als grundlegendes Spiel das immer noch geläufige 4x13-Blatt nennt, wobei hauptsächlich König, Ober und Unter („Marschälle“) als Hofkarten genannt werden, aber Damen oder Königinnen auch schon bekannt sind.
Es wird vermutet, dass zunächst aus der islamischen Welt im 14. Jahrhundert ein Satz von 52 Spielkarten nach Europa kam, der aus vier Farben bestand und den Karten der kleinen Arkana entspricht. Die Herkunft der 22 Karten der großen Arkana ist keineswegs „ungeklärt“ (widersprüchlich zu vielen Internetverlautbarungen und Tarotbüchern), sondern in vielen Details dokumentiert und bekannt.
Weit vor diesem Zeitpunkt (die oben genannte Jahreszahl 1505, in der Taraux und Tarocchi, nicht aber Tarot erwähnt wird) sind jedoch schon sehr viele Tarotkarten und Tarot-ähnliche Kompositionen entweder als tatsächliche Spielkartenblätter oder durch Dokumente belegt – nur die Bezeichnung Tarot fehlte. Stattdessen wurde der Begriff Trionfi benutzt (in unterschiedlichen Formen – triumphi, ludus triumphorum etc.). Das älteste „Trionfi-Spiel“ (es wurde allerdings erst im Jahre 1449 so genannt) entstand im Zeitraum 1418–1425, vermutlich 1424/1425, und war zugleich das vielleicht teuerste aller Zeiten und kostete 1500 Dukaten (dieser Preis wird 1447 genannt). Es ist von drei verschiedenen Quellen belegt: einem Begleitbuch, das spätestens 1425 verfasst wurde und das Spiel beschreibt, einem Brief von 1449, der Erwerb und Versand des Spiels zum Gegenstand hat, und der Notiz in einer Vita des Filippo Maria Visconti 1447, der den unglaublich anmutenden hohen Preis nennt. Das Spiel hatte (vermutlich) insgesamt 60 Karten, und 16 von ihnen zeigten griechische Gottheiten und damit keineswegs Motive, die man generell den Tarotkarten zuordnet. Der Maler ist bekannt: Michelino da Besozzo, den manche seiner Zeitgenossen für den besten Maler ihrer Zeit hielten. Das Spiel selbst ist verloren gegangen.
Die älteste Benutzung des Wortes Trionfi in Zusammenhang mit Spielkarten ist für Februar 1442 in Ferrara belegt, als der Maler Sagramoro (schon vorher mit Spielkartenaufträgen beschäftigt), Geld für die Produktion von vier Trionfi-Blättern empfing. Ein anderes früheres Dokument vom 1. Januar 1441 benutzt den Ausdruck Trionfi noch nicht, es scheint sich beim produzierten Gegenstand (Sagramoro ist wieder der Maler) aber um 14 spezielle Karten zu handeln, die „Trionfi-Karten-Charakter“ haben. Im Oktober 1441 wird eine Trionfi-Karten-Produktion zu einer Hochzeit vermutet – diese Karten haben sich teilweise erhalten (67 Karten) und befinden sich heute im Cary-Yale-Museum (als Visconti di Modrone oder Cary-Yale Tarocchi bezeichnet). Es hatte – soweit erkennbar – nur teilweise Trumpf-Motive, die im sogenannten Standard-Tarot benutzt werden, und es wich von der Standardstruktur ab (es gab zusätzliche Hofkarten, weibliche Pagen und weibliche Ritter). Aus spezifischen Gründen wird vermutet, dass dieses Spiel eine 5x16-Struktur hatte.
Ein weiteres Spiel (Brera-Brambilla-Tarocchi) ist ebenfalls dieser frühen Periode zuzuordnen, da sich aber nur zwei Trümpfe erhalten haben, liefert dieser Fund nur wenig Information.
In allen dieser frühen Erwähnungen und noch vorhandenen Produkten (1424/1425 und 1441/1442) ist entweder der Mailänder Herzog Filippo Maria Visconti (1392–1447) verwickelt oder dessen Tochter Bianca Maria, die im Winter 1440/1441 zu einem halbjährigen Besuch in Ferrara weilte und anscheinend die Spiel- und Gestaltungs-Idee dorthin transportierte.
Nach diesen frühen Erwähnungen folgen weitere Dokumentnotizen zu Trionfi-Spielen erst im Jahre 1450 und kurz darauf, dann aber gehäuft und gleich an mehreren Orten parallel. Aus diesem Zusammenhang kann vermutet werden, dass das eigentliche Tarotspiel in diesen beiden fürstlichen Familien – Este in Ferrara und Visconti in Mailand – seinen Anfang fand.
1450 wird es für Mailand, Ferrara und Florenz erwähnt und im Jahre 1452 in Siena. Im gleichen Jahr zeigt Sigismondo Malatesta (Rimini) Interesse an einer Trionfikarten-Produktion in Cremona (gehörte zu Mailand und war eine persönlich bevorzugte Stadt der Herzogin Bianca Maria Visconti). Ein überliefertes Spiel, das sogenannte Pierpont-Morgan-Bergamo-Tarocchi (auch: Visconti-Sforza-Tarocchi) wird diesem Jahr 1452 zugeordnet und es diente lange als Argument, dass das Tarotspiel zu diesem Zeitpunkt nun vollständig sei. In der Komposition fehlen nur vier Karten insgesamt und von 22 Sonderkarten nur zwei – man nahm an, dass vier Karten verloren gingen (von den Originalen befinden sich 35 in der Pierpont Morgan Library, 26 in der Accademia Carrara, 13 in der privaten Sammlung der Familie Colleoni in Bergamo; der Teufel, der Turm, die Drei der Schwerter und der Ritter der Münzen fehlen).
Nähere Analysen ergaben jedoch, dass dieses Spiel von zwei verschiedenen Künstlern produziert wurde, 6 der 20 Trumpfkarten stammen von anderer, späterer Hand. Lange Zeit hat man diesen Umstand mit „verloren gegangen“ und „ersetzt“ interpretiert – heute tritt als alternative Ansicht daneben, dass es nur ein Spiel mit 5x14-Struktur gab, das später erweitert wurde.
Ein (späteres) Dokument von 1457 spricht eindeutig von 70 (= 5x14) Trionfi-Karten, nicht von 78.
Der Schritt zum Spiel mit 22 Trumpfkarten, dem heutigen Standardspiel mit Turm und Teufel wird für die Periode 1460–1470 vermutet. Vermutlich erst in dieser späten Periode fand das Spiel zur Massenproduktion – eine Entwicklung, die die zunehmende Verbreitung von Druck- und Vervielfältigungstechniken in dieser Zeit in Italien begleitete. Im Zeitraum 1490–1510 entwickelte sich in Lyon (Frankreich) eine erfolgreiche Spielkarten-Export-Struktur; das Tarot als Spiel nahm an dieser Entwicklung teil.
Michael Dummett zitiert in seinem Buch The Game of Tarot den Kartenforscher Allmande: „Die Wiederauferlegung der Steuer im Jahre 1622 provozierte einen neuen Protest von den ‚maistres et ouvriers de cartes et tarotz‘ von Lyon im Jahre 1623, welche sagten, dass einige schon in die Schweiz oder nach Besançon ausgewandert sind, um der Steuer zu entfliehen, und, ganz besonders, dass der Herzog von Savoyen schon viele Kartenmacher an Turin und Chambéry verloren hat. Den Lyoneser Kartenmachern, glücklicher als ihre Kollegen in Rouen, gelang es, die Steuer für Lyons im Jahre 1623 rückgängig zu machen.“ Ihre Gesetze wurden im Jahre 1650 verbessert; Artikel 9 bezog sich weiter auf den taros.
Tarot (Tarock, Tarocchi) als Spiel wurde ein international verbreitetes Erfolgsprodukt im 18. Jahrhundert, das Interesse ließ im 19. Jahrhundert wieder nach. Umso erfolgreicher wurde die Benutzung als Wahrsageinstrument, die Ende des 18. Jahrhunderts einsetzte und gegenwärtig ihre höchste Blüte hat. In Frankreich werden teilweise auch heute noch Tarot-Kartensätze als reine Spielsätze verkauft.
Die schriftliche esoterische Tradition der Tarot-Karten beginnt erst 1781, als Antoine Court de Gébelin, ein Schweizer Geistlicher und Freimaurer, das Buch Le monde primitif, analysé et comparé avec le monde moderne veröffentlichte; eine populäre Abhandlung über religiöse Symbole und ihren modernen Gebrauch. Gébelin wies als Erster auf die Symbole des Marseiller Tarots hin, die er als Zeichen der Mysterien der ägyptischen Gottheiten Isis und Thot deutete. Beweise dafür konnte die Ägyptologie nicht liefern, dennoch ist diese Theorie auch heute noch weit verbreitet.
Einflussreicher war die „Entdeckung“ des Tarots durch okkultistisch-esoterische Gesellschaften, die in der zweiten Hälfte des 19. Jahrhunderts in den westlichen Nationen entstanden. Vor allem Éliphas Lévi in seinem 1854 veröffentlichten Werk Dogme et Rituel de la Haute Magie (dt.: Transcendentale Magie) sowie der von ihm beeinflusste Hermetic Order of the Golden Dawn (‚Hermetischer Orden der goldenen Morgenröte‘; im Folgenden: Golden Dawn) haben maßgeblich zur Verbreitung des Tarots als Deutungssystem beigetragen. Insbesondere im Golden Dawn wurde viel Wert auf den Tarot als Werkzeug der Selbsterkenntnis gelegt. Eine rein divinatorische Nutzung des Tarots lehnten beide ab.
Auf Lévi geht auch maßgeblich die Zusammenführung des Tarots mit Elementen der Kabbala und den vier Elementen der Alchemie zurück. Gébelins Idee des ägyptischen Ursprungs des Tarots behalten sowohl Lévi als auch der Golden Dawn bei.
Innerhalb des Golden Dawns war das Tarotdeck von Oswald Wirth (1889) sehr einflussreich; dieses Deck enthält nur die großen Arkana. Es beruht auf dem Marseille-Tarot, erweitert diesen aber um kabbalistische und esoterische Symbole. Sowohl Arthur Edward Waite als auch Aleister Crowley (siehe unten) waren Mitglieder des Golden Dawn.
Der Aspekt des Tarot als Initiationsweg wurde zum ersten Mal im Golden Dawn intensiv betont und lässt sich zum Beispiel anhand des Rider-Waite-Tarot studieren (zu den einzelnen Decks siehe unten). Noch stärker tritt er beim Crowley-Thoth-Tarot zu Tage, das deutliche Bezüge zum Ordo Templi Orientis (OTO) aufweist. Crowley weist im Book of Thoth darauf hin, Teile der Symbolik könnten nur durch OTO-Mitglieder bestimmter Grade erfasst werden.

## Tarot-Decks
Als Satz oder Deck bezeichnet man eine zusammengehörige, vollständige Ausgabe der Tarotkarten. Es gibt mehrere hundert solcher Decks, welche sich teilweise nur in Details, teilweise aber sehr erheblich voneinander unterscheiden. Insbesondere neuere oder spezielle Decks werden häufig in Kombination mit einem erläuternden Buch angeboten.
Gelegentlich werden auch Kartensätze als Tarot angeboten, deren Struktur und Abbildungen mit dem eigentlichen Tarotsystem nichts zu tun haben, so z. B. Lenormandkarten, Kipperkarten oder Wahrsagekarten anderer Systeme.
Die 78 Karten teilen sich in die sogenannte große und kleine Arkana, gelegentlich auch „das große und kleine Arkanum“ genannt (von lat. arcanum ‚Geheimnis‘). Mehr zu den Arkana und den einzelnen Karten weiter unten.
Die drei bekanntesten und einflussreichsten Decks sind das Marseille-, das Rider-Waite- und das Crowley-Tarot.

### Marseille-Tarot
Dem heutigen Tarot de Marseille sehr ähnliche Decks stammen bereits aus dem Beginn des 16. Jahrhunderts. Das heute als Marseille-Tarot bekannte Deck stammt aus dem Jahre 1760 und kommt aus der Kartenmanufaktur von Nicolas Conver aus Marseille. Die Bilder gehen auf alte Holzstiche zurück und sind lediglich in blau, rot, gelb und grün koloriert. Dadurch wirken sie sehr „alt“ und oft grobschlächtig. Trotzdem erinnert diese Farbkonstellation an die vier Elemente Wasser, Feuer, Luft und Erde, die von tragender Bedeutung auch im heutigen Tarot sind. Die Karten des kleinen Arkanums enthalten lediglich die entsprechende Anzahl der Symbole in den italienischen Farben.

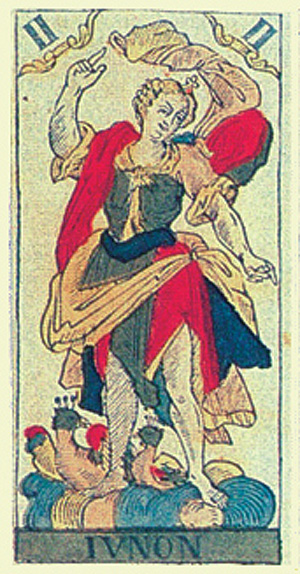
Trumpf II im Tarot de Besançon

Ein aus dieser Tradition entwickeltes Deck ist das Besançon-Tarot, bei dem die Karten Die Päpstin und Der Papst in Jupiter und Juno umbenannt wurden. Dies gilt auch für das Nachfolgedeck namens 1JJ. Mit diesem werden die Schweizer Tarock-Varianten gespielt – Troccas im romanischsprachigen Teil des Kantons Graubünden und Troggu im deutschsprachigen Teil des Kantons Wallis.
Ein anderes Deck, das sich in seiner Ausführung eng an das Marseille-Tarot anlehnt, ist das oben erwähnte Oswald-Wirth-Tarot.

### Waite Tarot

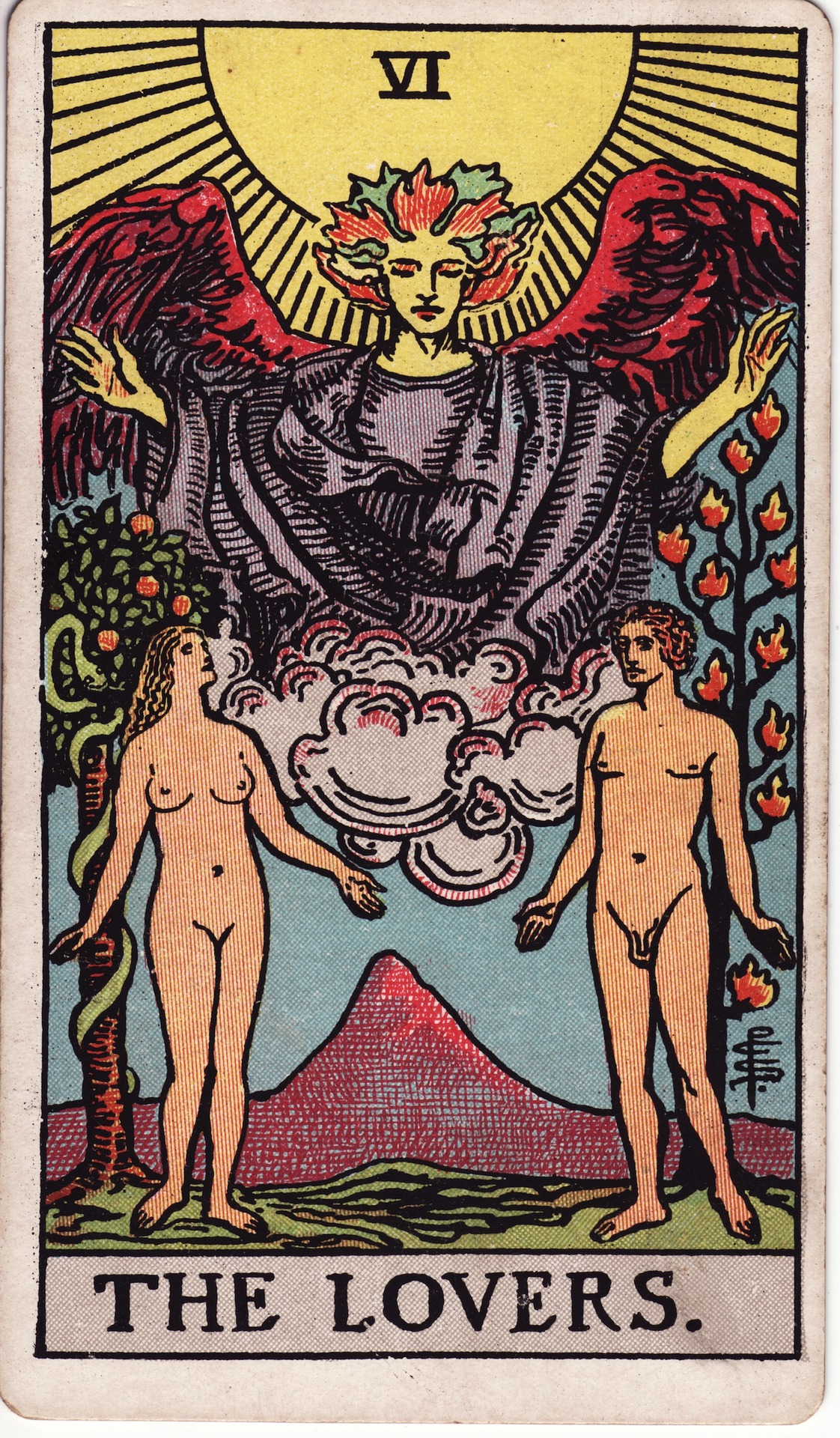
Tarot-Karte „The Lovers“ (Die Liebenden) des Rider-Waite Tarot

Tarot-Karte „9 Wands“ (9 Stäbe) des Rider-Waite Tarot

Dieses auch als Rider-Waite Tarot bekannte Deck wurde 1910 veröffentlicht. Es wurde geschaffen von Arthur Edward Waite zusammen mit der amerikanischen Künstlerin Pamela Colman Smith. Beide waren Mitglied des Golden Dawn. Das Rider des Namens leitet sich von Rider & Son, dem Londoner Verleger, ab. Dieses Deck ist zwar etwas feiner gezeichnet als das Marseille-Deck, es benutzt aber ebenfalls nur sehr wenige Farben und wirkt ob der fehlenden Nuancen auf viele Menschen etwas comichaft.
Das Rider-Waite-Tarot zeichnete sich dadurch aus, dass es nicht wie bis dahin üblich die Zahlenkarten nur mit der bloßen Anzahl der Symbole, sondern in Anlehnung an das Sola-Busca-Tarot aus dem 15. Jahrhundert die Zahlenkarten szenisch illustriert. Dadurch wurden diese Karten für viele Menschen leichter nutzbar. Diese Änderung soll allerdings mehr auf Pamela Colman Smith als auf Waite selber zurückzuführen sein, da Waite in seinem Buch zu diesem Deck, Der Bilderschlüssel zum Tarot, die kleinen Arkana nur sehr oberflächlich, fast abschätzig betrachtet. Ein weiteres Merkmal des Rider-Waite-Tarot ist die Änderung der Reihenfolge bei den Karten Die Gerechtigkeit (traditionell Nummer 8) und Die Kraft (traditionell Nummer 11), deren Positionen bei Rider-Waite vertauscht sind.
Es gibt von keinem Deck so viele Nachahmungen. Die sogenannten Rider-Waite-„Klone“ beschränken sich dabei auf die reine Wiedergabe des Motivs, lediglich mit anderen künstlerischen Mitteln, z. B. das Universal-Waite Tarot, das Cosmic Tarot und das New Palladini Tarot, aber auch das Gummibärchen-Tarot, in dem die dargestellten Personen durch Gummibärchen ersetzt sind.
Das Rider-Waite-Deck illustriert auch zahlreiche Bücher, ebenso gibt es zu keinem anderen Deck soviel Literatur.

### Crowley Thoth Tarot (Thoth-Tarot)
Lady Frieda Harris und Aleister Crowley erschufen diese teilweise ägyptisierenden Tarotkarten in den 1940er Jahren. Sie wurden 1944 zunächst in Form von Buchillustrationen im Book of Thoth veröffentlicht. Gemalt wurden die Karten von Harris im Zeitraum von fünf Jahren. Sie hatte bei der Gestaltung weitgehend freie Hand und besaß zeitlebens die Urheberrechte.
Erst 25 Jahre später wurde das Crowley Thoth Tarot im Jahr 1969 als Kartendeck herausgebracht. Crowley legte im Buch Thoth eine detaillierte Beschreibung und Systematik zugrunde (Basierend auf Samuel Liddell Mathers).
Crowleys Ruf als Schwarzmagier begünstigte den gelegentlich erhobenen Vorwurf, Tarot sei ein Werkzeug von Magiern oder Satanisten. Ungeachtet dessen ist dieses Deck populär und inspirierte zahlreiche Decks. Diese Popularität beruht auf der von vielen Menschen als ästhetisch empfundenen Darstellung und auf dem Reichtum enthaltener Symbole.
Heutzutage finanziert sich der amerikanische Caliphats-OTO unter William Breeze hauptsächlich durch die Tantiemen des Crowley-Tarots. So wurde 1998 von der Schweizer Spielkartenfirma AG Mueller in Schaffhausen ein diesbezüglicher Vertrag mit dem Caliphats-Geschäftsführer William Breeze unterzeichnet.
Decks, die auf das Crowley-Tarot zurückgehen, sind das Haindl-Tarot, das Cosmic-Tribe-Tarot und das Liber-T-Tarot von Roberto Negrini und Andrea Serio.

### Unterschiedliche Decks
Tarot-Decks gibt es in großer Vielfalt. Sie unterscheiden sich vor allem durch ihre zugrundeliegenden kulturellen, esoterischen, spirituellen oder philosophischen Systeme und durch ihre künstlerische Gestaltung. Decks, die weit von den oben genannten Tarot-Traditionen abweichen oder völlig unabhängig von ihnen sind, werden im Weiteren freie Decks genannt. Systeme, die sich in vielen Decks wiederfinden, sind Kabbala, Astrologie, das I Ging und Runen.
Der von Antoine Court de Gébelin behauptete altägyptische Ursprung des Tarots ist Ursache einer relativ großen Anzahl „ägyptischer“ Decks. Ebenso gibt es etliche Decks, welche indigene amerikanische Kulturen, beispielsweise die Maya-Kultur, zum Thema haben. Es gibt keltische Decks, japanische, chinesische, afrikanische und so weiter. Häufig beziehen sich Decks auch auf mehr als eine Kultur, so stellen die Hofkarten des Haindl-Tarots jeweils eine indianische, eine alt-ägyptische, eine europäische und eine indische Familie aus mythologischen Figuren dieser Kulturen dar. Eine Sonderform dieser Art von Decks sind die feministischen Decks, von denen das Daughters of the Moon und das Motherpeace-Tarot die bekanntesten sind. Diese beiden Decks bestehen aus runden Karten, während nahezu alle anderen Decks aus rechteckigen Karten bestehen.
Andere Decks haben als Grundlage ihrer Darstellungen die Werke von Künstlern oder bestimmte künstlerische oder literarische Traditionen oder Werke. So gibt es ein Shakespeare-Tarot, ein William-Blake-Tarot, ein Dürer-Tarot, ein Bosch- und ein Brueghel-Tarot und so weiter. Eine besondere Art von Künstler-Decks sind solche Decks, die von bildenden Künstlern als Tarot-Decks selbst entworfen wurden, so vor allem das Dalí-Deck, der Tarotgarten von Niki de Saint Phalle, das Tarotdeck HR Gigers (Große Arkana), das Tarotdeck von Carl-W. Röhrig und der Haindl-Tarot sowie das Tarotdeck Manaras und die beiden Decks des Kunstmalers Josef Machynka: Das Eclectic Tarot und das Ibis Tarot.
Das kabbalistische Tree-of-Life-Deck setzt die Kenntnis der Kabbala und Astrologie voraus. Das Tree-of-Life-Tarot enthält keine der sonst üblichen plakativen szenischen Motive, sondern bildet lediglich die entsprechende abstrakte Symbolik der kabbalistischen Sephiroth und des Zodiak ab, basierend auf der Zuordnung des Golden Dawn.
Paul Foster Case, Mitglied des Golden-Dawn-Nachfolgers „Alpha Omega“, gründete nach dessen Zerfall in den USA den Orden B.O.T.A, in dem das Studium des Tarot zentraler Teil des Lehrplans ist, sowie ein eigenes, von Jessie Burns Parke ausgeführtes und dem Waite-Deck ähnliches Tarot. Es muss vom Benutzer selbst koloriert werden.
Weiterhin gibt es viele thematische Decks, wie beispielsweise ein Edelstein- und ein Baum-Tarot. Thematische Decks ohne esoterischen Bezug sind beispielsweise das Baseball-Tarot, das Cat People-Tarot, das Halloween-Tarot oder das Vampir-Tarot.
Tarot-Decks mit Bezug zur Populärkunst sind das Alice im Wunderland-Tarot, das Oz-Tarot, das Marvel-Tarot oder das Herr-der-Ringe-Tarot. Auch einige Pen-&-Paper-Rollenspiele benutzen eigene Tarot-Decks, zum Beispiel die Serie Mage. Zum Manga Card Captor Sakura gibt es ein Deck aus 52 sogenannten Clow-Cards.
Im Diskordianismus gibt es Entwürfe für ein aus 73 Karten (23 Trümpfe und je 5 Zahl- und 5 Themenkarten für jedes der 5 diskordischen Elemente) bestehendes „freies“ Set, das völlig anders strukturiert ist als die klassischen Systeme und die diskordische Dada-Mystik aufnimmt. Eine gedruckte Version gibt es davon bislang nicht.

## Divination
Insbesondere gegen die divinatorische Nutzung des Tarots wird häufig, wie gegen alle anderen Arten der Wahrsagerei, eingewandt, dass es für die Zuverlässigkeit der Ergebnisse keinen Beweis gebe. Allerdings gehen die meisten neueren Autoren und Tarot-Leser davon aus, dass das Tarot ohnehin nicht unumgängliche und überraschend eintretende Ereignisse vorhersagen könne, sondern lediglich Tendenzen anzeige; etwa im Sinne von: „Wenn sich an der Situation nichts ändert, wird X eintreten“.
Das Tarot wird, wie andere Wahrsage- und Beratungsmethoden auch, gelegentlich zum Betrug missbraucht, etwa um „Schutzamulette“ gegen angebliche „Verhexungen“ zu verkaufen, oder auch nur weitere Sitzungen. Gerade bei telefonischen Beratungen kommt es auch vor, dass nicht für jeden Anrufer tatsächlich die Karten gelegt werden, sondern die Berater einige wenige vorgefertigte Legungen vorliegen haben, die dann einfach vorgetragen werden, unabhängig von Frage und Fragesteller.
Außerdem wird das Tarot, insbesondere von religiösen Gruppen, häufig mit magischen Praktiken oder Satanismus in Verbindung gebracht. Dies geht nicht zuletzt auf Aleister Crowley zurück.
Es gibt grundsätzlich zwei Erklärungsmöglichkeiten dafür, warum das Ergebnis einer Tarot-Lesung Relevanz für die Beantwortung einer Frage haben kann. Die eine ist esoterisch-spirituell, die andere psychologisch.
- Die esoterisch-spirituelle oder auch magische Erklärung stützt sich auf den von Carl Gustav Jung geprägten Begriff der Synchronizität und versteht diesen als das gleichzeitige oder zeitnahe Auftreten zweier Ereignisse, die in einem inhaltlich sinnvollen, aber nicht kausalen Zusammenhang stehen. Es besteht nach diesem Erklärungsmodell also eine Parallelität zwischen dem, was in einer Legung dargestellt wird, und Ereignissen im Leben des Fragenden.
- Die psychologische Erklärung sieht in einer Tarotlegung lediglich ein projektives bzw. assoziatives Verfahren; einen Spiegel innerer und äußerer Prozesse. Das Tarotbild wird quasi als ein visuelles Gleichnis zur eigenen Situation erlebt.[32] Nach dieser Erklärung zeigen die Tarotkarten grundlegende, typische menschliche Erfahrungen, die beim Anblick eine subtile emotionale Reaktion hervorrufen, wenn das abgebildete Thema mit der eigenen Befindlichkeit korrespondiert. In diesem Licht kann der Tarot Werkzeug zur Selbsterkenntnis, zum Aufspüren un- oder vorbewusster Gefühle dienen, er wird zum Spiegel des eigenen Selbst. Solchermaßen entmystifiziert wird das Tarot von einigen Psychologen auch im therapeutischen Kontext genutzt.

## Die Tarotkarten

### Große Arkana (Trumpfkarten)
Die großen Arkana bestehen aus 22 Karten, deren Sinnbilder sich von den
Bildern der Spielkarten völlig unterscheiden. Während diese Karten im ältesten bekannten Deck, dem Visconti-Tarot, unnummeriert sind, sind 21 dieser Karten seit den Vorläufern des Marseille-Tarot aus dem 16. Jahrhundert nummeriert. Die Karte des Narren trägt traditionell entweder keine Zahl, oder sie wird mit der Null, in seltenen Fällen mit der Zahl 22 gekennzeichnet. In einigen wenigen Decks wird die Karte des Narren auch zwischen oder nach den anderen Karten des großen Arkanums eingeordnet, und dann auch entsprechend nummeriert, oder er wird in der Tradition von Papus, Eliphas Levi und A. E. Waite als Null zwischen den Karten XX und XXI eingeordnet.
Diese 22 Karten wurden im 19. Jahrhundert von Oswald Wirth mit der Bedeutung als „Einweihungsstufen“ belegt und später von Elisabeth Haich in ihrem Tarotbuch als „22 universelle Stufen des Bewusstseins“ bezeichnet.
In diesen Bereich gehören die Decks nach Oswald Wirth, der Waite-Tarot (Arthur Edward Waite) und vor allem der Marseille-Tarot. Jedem Tarotblatt wird hier ein Buchstabe des hebräischen Alphabets zugeordnet.
Untenstehend der Vergleich der Nummerierung und Bezeichnung der Karten in den drei einflussreichsten Decks, und als Beispiel für ein freies Deck das Tarot der Ursprünge, ein Deck mit einem urgeschichtlichen oder steinzeitlichen Thema. Bei einigen Decks trägt der Narr die Nummer XXII.
| Nummer | Marseille-Tarot                   | Rider-Waite Tarot                     | Thoth Tarot (Crowley)            | Tarot der Ursprünge |
| --- | --------------------------------- | ------------------------------------- | -------------------------------- | ------------------- |
| 0 | Le Fou - Le Mat Der Narr          | The Fool Der Narr                     | The Fool Der Narr                | Der Narr            |
| 1 | Le Bateleur Der Magier, Gaukler   | The Magician Der Magier               | The Magus Der Magier             | Der Magier          |
| 2 | La Papesse Die Hohepriesterin     | The High Priestess Die Hohepriesterin | The Priestess Die Hohepriesterin | Die Große Mutter    |
| 3 | L' Impératrice Die Herrscherin    | The Empress Die Herrscherin           | The Empress Die Kaiserin         | Die Mutter          |
| 4 | L' Empereur Der Herrscher         | The Emperor Der Herrscher             | The Emperor Der Kaiser           | Der Vater           |
| 5 | Le Pape Der Papst                 | The Hierophant Der Hierophant         | The Hierophant Der Hohepriester  | Der Schamane        |
| 6 | L'Amoureux Die Liebenden          | The Lovers Die Liebenden              | The Lovers Die Liebenden         | Die Verbindung      |
| 7 | Le Chariot Der Triumphwagen       | The Chariot Der Wagen                 | The Chariot Der Wagen            | Der Wagen           |
| 8 | La Justice Die Gerechtigkeit      | Strength * Kraft *                    | Adjustment Ausgleichung          | Der Überfluss       |
| 9 | L' Ermite Der Einsiedler          | The Hermit Der Eremit                 | The Hermit Der Eremit            | Der Eremit          |
| 10 | La Roue de Fortune Rad des Lebens | Wheel of Fortune Rad des Schicksals   | Fortune Glück                    | Die Zeit            |
| 11 | La Force Die Kraft                | Justice * Gerechtigkeit *             | Lust Lust                        | Die Schaffenskraft  |
| 12 | Le Pendu Der Gehängte             | The Hanged Man Der Gehängte           | The Hanged Man Der Gehängte      | Das Opfer           |
| 13 | La Mort ** Der Tod                | Death Tod                             | Death Tod                        | Der Tod             |
| 14 | Tempérance Der Ausgleich          | Temperance Mäßigkeit                  | Art *** Kunst ***                | Die Quelle          |
| 15 | Le Diable Der Teufel              | The Devil Der Teufel                  | The Devil Der Teufel             | Der Dämon           |
| 16 | La Maison Dieu Der Turm           | The Tower Der Turm                    | The Tower Der Turm               | Der Menhir          |
| 17 | L' Étoile Der Stern               | The Star Der Stern                    | The Star Der Stern               | Der Stern           |
| 18 | La Lune Der Mond                  | The Moon Der Mond                     | The Moon Der Mond                | Der Mond            |
| 19 | Le Soleil Die Sonne               | The Sun Die Sonne                     | The Sun Die Sonne                | Die Sonne           |
| 20 | Le Jugement Das Gericht           | Judgement Gericht                     | The Aeon Das Aeon                | Die Beute           |
| 21 | Le Monde Die Welt                 | The World Die Welt                    | The Universe Das Universum       | Die Welt            |
| * Im Waite-Deck sind die Karten 8 und 11 ausgetauscht worden. ** In den meisten Marseille-Blättern trägt die Karte 13 gar keinen Titel. *** Crowley benannte die Karte 14 um. |                                   |                                       |                                  |                     |

Die folgende Liste gibt die üblichen Namen und die übliche Nummerierung an, die bei einzelnen Decks abweichen kann. So sind im Rider-Waite-Deck die Positionen und damit die Nummern von Gerechtigkeit und Stärke vertauscht, während im Crowley-Tarot mehrere Trümpfe andere Namen tragen. Zum Beispiel heißt Das Gericht bei Crowley The Aeon. Zu den Einzelheiten von Darstellung und Deutung siehe die betreffenden Artikel.
- OXVXIII – Der Narr
- IXVXIIO – Der Magier
- IIXVXIO – Die Hohepriesterin
- IIIXVXO – Die Herrscherin
- IVXXIIO – Der Herrscher
- VXXIIIO – Der Hierophant
- VIXXIIO – Die Liebenden
- VIIXXIO – Der Wagen
- VIIIXXO – Die Gerechtigkeit
- IXXVIIO – Der Eremit
- XXVIIIO – Das Rad des Schicksals
- XIXVIIO – Die Kraft
- XIIXVIO – Der Gehängte
- XIIIXVO – Der Tod
- XIVXIIO – Die Mäßigkeit
- XVXIIIO – Der Teufel
- XVIXIIO – Der Turm
- XVIIXIO – Der Stern
- XVIIIXO – Der Mond
- XIXVIIO – Die Sonne
- XXVIIIO – Das Gericht
- XXIVIIO – Die Welt

### Die kleinen Arkana
Die kleinen Arkana (auch: kleines Arkanum) bestehen aus vier mal vierzehn Karten in vier unterschiedlichen Farben oder Reihen, die jeweils aus zehn Zahlenkarten (1 (=Ass) bis 10) und vier meist Hofkarten genannten Karten bestehen. Einzelne Decks verändern diese Anzahl, wie das obengenannte Universal-Tarot. Einige wenige Decks nummerieren entweder die Karten von 1 bis 14 durch, oder verzichten sogar auf Farben, und nummerieren diese Karten von 1 bis 56 durch. Es ist allerdings teilweise umstritten, ob es sich bei solchen Decks noch in jedem Fall um Tarot-Karten handelt, oder bereits um eigene Deutungssysteme.

#### Farben
Das Prinzip der Farben der Zahlenkarten ist aus normalen Kartenspielen bekannt. Sie sind beim Tarot identisch mit den Farben italienischer, spanischer und portugiesischer Kartendecks. Dort werden weiterhin die Farben mit den alten Namen bezeichnet, das heißt, während man im Deutschen die den Kelchen entsprechende Farbe im französischen Blatt „Herz“ nennt, nennt man sie im Portugiesischen weiterhin „copas“, auch wenn das entsprechende ursprüngliche Symbol nicht mehr vorhanden ist. In entsprechenden Bezeichnungen der Farben in den verschiedenen Kartensystemen und Sprachen sind:
| Tarot     | Französisches Blatt | Deutsches Blatt | Deutschschweizer Blatt | englisch                              | französisch   | spanisch         | italienisch | portugiesisch |
| --------- | ------------------- | --------------- | ---------------------- | ------------------------------------- | ------------- | ---------------- | ----------- | ------------- |
| Stäbe     | Kreuz/Treff         | Eichel          | Eichel                 | Wands, Batons, Clubs (Keulen), Staves | bâtons        | bastos           | bastoni     | paus          |
| Kelche    | Herz                | Herz            | Rosen                  | Cups, Chalices                        | coupes        | copas            | coppe       | copas         |
| Schwerter | Pik                 | Blatt           | Schilten               | Swords                                | épées         | espadas          | spade       | espadas       |
| Münzen    | Karo                | Schellen        | Schellen               | Pentacles, Coins, Disks, Rings        | deniers, écus | oros (Goldstück) | denari      | ouros (Gold)  |

Bei den „freien“ Decks werden auch stark abweichende Namen für die vier Farben verwendet, z. B. Steine statt Münzen/ Scheiben.
Meist werden die vier Farben mit den vier klassischen Elementen, also Feuer, Wasser, Luft, Erde assoziiert. Gelegentlich wird ein fünftes Element, Leben oder Geist angenommen, das dann mit dem großen Arkanum assoziiert wird. Entsprechend wird verfahren, wenn nicht auf die europäische Vier-Elemente-Lehre, sondern auf die chinesische Fünf-Elemente-Lehre (Feuer, Wasser, Erde, Metall und Holz) Bezug genommen wird; dies ist vor allem bei Decks mit einem asiatischen Thema der Fall.
Die Zuordnung der Farben zu den Elementen wurde erst mit dem Waite-Deck in der Ikonografie manifest, da zuvor die Karten der kleinen Arkana einfach das jeweilige Objekt in entsprechender Anzahl darstellten.
| Element | Farbe     | typische Bedeutung      |
| ------- | --------- | ----------------------- |
| Feuer   | Stäbe     | Wille, Kraft, Intuition |
| Wasser  | Kelche    | Emotion, Instinkt       |
| Luft    | Schwerter | Denken, Intellekt       |
| Erde    | Münzen    | Materie, Praktisches    |

#### Hofkarten
Die sogenannten Hofkarten sind meist vier Karten, die eine Person mit dem Symbol der Farbe darstellen. Traditionell sind dies König, Königin, Ritter und Page. Man kann mit einiger Berechtigung sagen, dass diese Karten den größten Wandel unter den Tarotkarten durchgemacht haben, sowohl was ihre Bedeutung als auch ihre Darstellung betrifft.
Der Bedeutungswandel und die Vielfalt der Bedeutungen lassen sich auch an den vielen Variationen der Bezeichnungen der einzelnen Karten ablesen; wobei sehr viele der freien Decks hier von den großen Traditionen abweichen.
Die Bezeichnungen der Hofkarten in den verschiedenen Sprachen klassischer Tarot-Decks sind:
| deutsch    | englisch (Rider-Waite) | englisch (Crowley) | französisch | spanisch           | italienisch | portugiesisch |
| ---------- | ---------------------- | ------------------ | ----------- | ------------------ | ----------- | ------------- |
| König      | King                   | Knight             | Roi         | Rey                | Re          | Rei           |
| Königin    | Queen                  | Queen              | Reine       | Reina              | Regina      | Rainha        |
| Ritter     | Knight                 | Prince             | Cavalier    | Caballo, Caballero | Cavallo     | Cavaleiro     |
| Bube, Page | Page, Knave, Jack      | Princess           | Valet       | Sota               | Fante       | Valete        |

Wie man sieht, entsprechen sich die Bezeichnungen sehr weitgehend, mit Ausnahme des Crowley-Decks. Die Bezeichnung des Buben oder Pagen variiert etwas, drückt aber stets untergeordneten Status aus, einen Diener oder Bauern (fr. valet) oder einen Fußsoldaten (it. fante, vgl. Infanterist).
Anfänglich symbolisierten die Hofkarten lediglich Personen, etwa wie folgt:
- König der Stäbe = rothaariger älterer Mann
- Ritter der Kelche = blonder junger Mann
- Königin der Schwerter = brünette Frau
- Page der Münzen = schwarzhaariges Kind

In einem Wahrsagesystem ergeben Karten, die etwa Eine blonde Frau bedeuten, durchaus Sinn. In einem System, das der (Selbst-)Erkenntnis dient, wäre jedoch eine Karte, die etwa Die Macht der Gefühle bedeuten kann, wesentlich sinnvoller. Auch mit der zunehmenden Verbindung der großen Arkana mit Archetypen schwand die Notwendigkeit weiterer Karten, die Personen repräsentieren (können).
Auch in den meisten neueren Interpretationen können Hofkarten noch Personen darstellen, wenngleich eine Interpretation bezüglich des Alters oder gar der Haarfarbe weitestgehend aufgegeben wurde zugunsten der Eigenschaften von Personen; auch repräsentieren Hofkarten, wenn sie Personen repräsentieren sollen, meist Personen jeden Geschlechts, nicht nur des Dargestellten.
Daneben aber stellen die Hofkarten häufig die unterschiedlichen Einflüsse oder Anwendungen der Elemente dar. Es war zunächst der Golden Dawn, der den Hofkarten die vier Elemente zugeordnet und ihnen auch neue Namen gab:
- König/Ritter = Feuer
- Königin = Wasser
- Ritter/Prinz = Luft
- Page/Prinzessin = Erde

Daraus ergibt sich beispielsweise, dass der König/Ritter der Stäbe Feuer vom Feuer ist, die Karte also unter anderem ausgesprochene Willenskraft und Dynamik symbolisiert. Der König/Ritter der Münzen dagegen ist nach diesem System Feuer der Erde und steht unter anderem für den Willen, materielle Dinge zu erreichen. Wie üblich beim Tarot gibt es auch Systeme, welche die Zuordnung anders vornehmen. Dies ist allerdings die häufigste.
Die meisten heutigen Tarot-Systeme benutzen eine Mischung aus diesen beiden Systemen, in unterschiedlichen Gewichtungen, was die Hofkarten grade für Anfänger oft zu den am schwierigsten zu erlernenden Karten macht.
Einen gänzlich anderen Ansatz stellte Rachel Pollack 1994 im Shining Women Tarot vor. Dort ist die Darstellung als Personen vollständig aufgegeben worden, und die Hofkarten heißen Ort, Wissende/Wissender, Gabe und Sprecher des Elements der jeweiligen Farbe. Der Ort repräsentiert etwa das Potential des Elements, oder einen Ort der Begegnung mit dem Element. Der Wissende steht für das Verständnis des Elements, und dessen Bedeutung für das eigene Leben. Die Gabe kann für ein vertieftes Verständnis des Elements stehen oder dafür, dass man ein Geschenk dieses Elements enthält; bei den Stäben (Feuer) beispielsweise etwa die Kraft, etwas bestimmtes zu tun. Und der Sprecher schließlich steht für die Fähigkeit, das Element aktiv anwenden zu können, oder dessen Energie an andere weitergeben zu können.

#### Zahlenkarten
Es gibt grundsätzlich zwei Möglichkeiten, die Zahlenkarten zu interpretieren. Die eine Möglichkeit ist, die Bedeutung des Elements (Farbe) mit der numerologischen Bedeutung der Zahl zu verknüpfen; die andere ist es, jeder einzelnen Zahlenkarte eine eigene Bedeutung zuzuweisen. Meist beruhen diese eigenständigen Bedeutungen aber mindestens teilweise auf der Kombination von Element und Bedeutung der Zahl; oder sie haben sich aus solchen Deutungen entwickelt. Bei Decks oder Systemen, in denen dies nicht der Fall ist, sind Gemeinsamkeiten nicht zu entdecken. Aus diesem Grunde beschränkt sich dieser Artikel auf eine kurze Darstellung der Methode der Kombination aus Element und Bedeutung der Zahl. Der Zahlenwert 1 entspricht den Ass-Karten.
Aus den jeweiligen Bedeutungen von Zahl und Farbe ergibt sich dann durch Kombination die Bedeutung der jeweiligen Karte.

## Verbindung zu anderen esoterischen Systemen
Das Tarot ist ursprünglich ein genuines europäisches esoterisches System. Allerdings gibt es spätestens seit den Schriften des Golden Dawn viele sehr synkretistische Ansätze bei der Interpretation des Tarots. Es dürfte nur wenige religiöse, spirituelle und esoterische Systeme geben, die nicht irgendjemand einmal mit dem Tarot in Verbindung brachte. Der Sinn solcher Verbindungen ist dabei häufig allerdings umstritten.
Weitestgehend unumstritten, auch da mittlerweile bereits traditionell, sind die Verbindungen zwischen Alchemie, Kabbala, Astrologie und dem Tarot. Im Folgenden sind lediglich die häufig in Bezug auf den Tarot verwendeten Teile dieser Systeme beziehungsweise ihre Verbindung zum Tarot dargestellt; dies ist keine Einführung in die Systeme selbst.

### Alchemie
Aus der Alchemie hat der Tarot vor allem die vier Elemente Feuer, Wasser, Erde und Luft und ihre Bedeutung übernommen. Ebenso wird das Tarot häufig, analog zur alchemischen Suche nach dem Stein der Weisen, als ein Werkzeug zur Selbsterkenntnis und Selbstvervollkommnung verstanden.

### Numerologie
Nahezu alle Systeme verwenden numerologische Methoden bei der Interpretation der Karten.
Bei der Interpretation der großen Arkana werden häufig numerologische Methoden herangezogen, meist aber nur simple Methoden, um eine Verbindung der Karten untereinander herzustellen. Ein Beispiel: Die Karten 1 – Der Magier und 2 – Die Hohepriesterin haben einen direkten numerologischen Bezug zur 3 – Die Herrscherin, zur 12 – Der Gehängte und zur 21 – Die Welt. Letzteres wird dahingehend interpretiert, dass sowohl die Beherrschung des handelnden, nach außen gerichteten Prinzips des Magiers, als auch die des kontemplativen, nach innen gerichteten Prinzips der Hohepriesterin notwendig sind, um sein volles menschliches Potential ausschöpfen zu können.
Bei der Interpretation der Zahlenkarten werden meistens komplexere numerologische Systeme verwendet, die den Zahlen 1–10 jeweils eine bestimmte Bedeutung zuweisen. Problematisch allerdings ist die Tatsache, dass es sehr viele numerologische Systeme gibt, die sich teilweise erheblich widersprechen. Allerdings beruhen die meisten im Tarot verwendeten Systeme auf der kabbalistischen Interpretation der zehn Sephiroth des Baum des Lebens.
Beim Legen der Karten wird häufig die Summe oder Quersumme der gelegten Karten benutzt, um beispielsweise die „Essenz“ oder die „Summe“ der Legung festzustellen. Auch die sogenannten Geburtskarten oder Persönlichkeitskarten oder ähnliche werden in vielen Systemen durch numerologische Methoden ermittelt.

### Kabbala

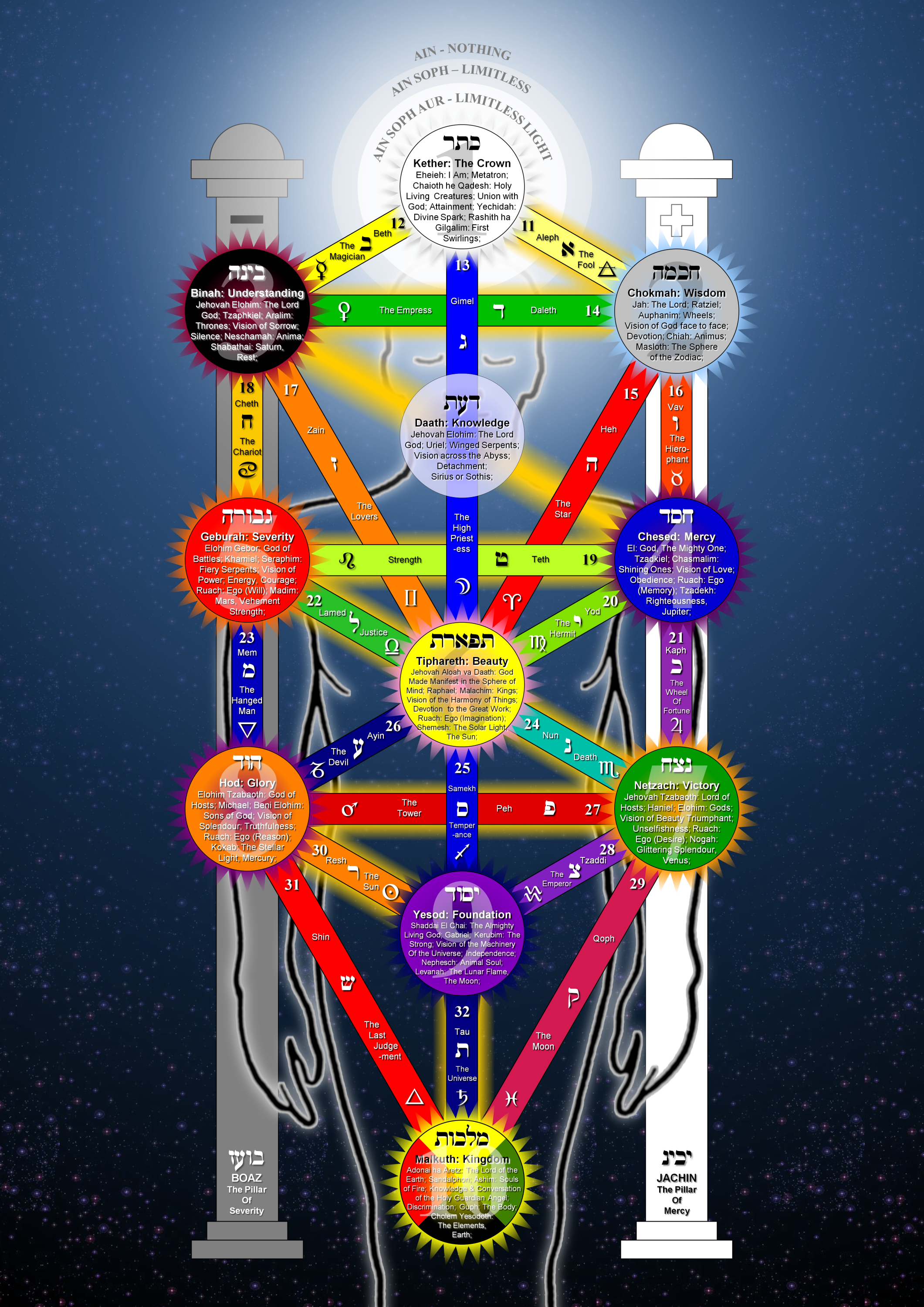
Kabbalistischer Lebensbaum mit Zuordnungen zwischen Pfaden und Tarotkarten

Es gibt verschiedene Theorien, die eine Beziehung zwischen dem Tarot und der esoterischen Traditionen der Kabbala herstellen wollen. Insbesondere wird dabei eine Beziehung konstruiert zwischen den 22 Verbindungen zwischen den 10 Sephiroth des kabbalistischen Lebensbaums, den 22 Buchstaben des hebräischen Alphabets und den 22 Großen Arkana des Tarot.
Diese Anwendungen kabbalistischer Konzepte auf das Tarot entstammen der christlich-westlichen Rezeption der Kabbala. Kenner der jüdischen Kabbala wie Gershom Scholem wiesen wiederholt auf Widersprüche zwischen dieser christlichen Tradition und der ursprünglichen jüdischen Kabbala hin.

### Astrologie
Auch zur westlichen Astrologie werden in vielen Deutungssystemen des Tarot Verbindungen hergestellt. Ebenso gibt es einzelne Decks, die entsprechende Verbindungen zu anderen astrologischen Systemen herstellen; auf diese soll hier aber nicht eingegangen werden. Meist werden den einzelnen Karten die Tierkreiszeichen, Planeten und/oder astrologische Häuser zugeordnet, oft auch eines der vier Elemente, mit denen auch die Astrologie arbeitet. Deren Eigenschaften werden dann in die Deutung der jeweiligen Karte mit einbezogen. Allerdings herrscht keineswegs Einigkeit darüber, welches Zeichen zu welcher Karte gehört, und selbst einen Überblick zu geben würde den Rahmen des Artikels bei weitem sprengen. Daher als Beispiel nur die Zuordnung, wie sie Crowley für sein Tarot-System vornimmt.
| Karte                | Planet / Sternzeichen | Karte                 | Planet / Sternzeichen | Karte              | Planet / Sternzeichen |
| -------------------- | --------------------- | --------------------- | --------------------- | ------------------ | --------------------- |
| 0 Der Narr           | Uranus                | 8 Gerechtigkeit       | Waage                 | 15 Der Teufel      | Steinbock             |
| 1 Der Magier         | Merkur                | 9 Eremit              | Jungfrau              | 16 Der Turm        | Mars                  |
| 2 Die Hohepriesterin | Mond                  | 10 Rad des Schicksals | Jupiter               | 17 Der Stern       | Wassermann            |
| 3 Die Herrscherin    | Venus                 | 11 Die Kraft          | Löwe                  | 18 Der Mond        | Fische                |
| 4 Der Herrscher      | Widder                | 12 Der Gehängte       | Neptun                | 19 Die Sonne       | Sonne                 |
| 5 Der Hierophant     | Stier                 | 13 Der Tod            | Skorpion              | 20 Das Gericht/Äon | Pluto                 |
| 6 Die Liebenden      | Zwillinge             | 14 Mäßigkeit          | Schütze               | 21 Die Welt        | Saturn                |
| 7 Der Wagen          | Krebs                 |                       |                       |                    |                       |

Auch eine der gängigen Erklärungen der angeblichen Wirksamkeit von Astrologie, die Synchronizität, haben viele Tarot-Autoren übernommen; insbesondere dann, wenn das Tarot zu divinatorischen Zwecken benutzt wird.

### Weitere Systeme
Beispiele für andere Systeme, die häufig oder gelegentlich mit dem Tarot in Verbindung gebracht werden, sind Runen, das I Ging, die keltische Mythologie, die ägyptische Mythologie, neuerdings auch Engel und viele andere mehr.

## Legen und Lesen der Karten

### Vorbereitung
Während viele Menschen sich auf das Lesen der Karten mit ausführlichen Ritualen, die etwa Kerzen, Musik und/oder Meditationen beinhalten können, vorbereiten, verzichten andere größtenteils oder völlig darauf. Eine gewisse Konzentration gilt aber allgemein als ratsam.
Deck und Legesystem sollten entsprechend der Fragestellung ausgewählt werden; dies ist jedoch, insbesondere was das Deck angeht, eine sehr subjektive Entscheidung, für die keine Regeln existieren.
Ebenfalls eine persönliche Entscheidung ist es, ob man beim Mischen der Karten bestimmten Ritualen oder Methoden folgt. Wenn man mit umgekehrten Karten arbeiten möchte, ist es notwendig, eine Methode zum Mischen der Karten zu wählen, bei der umgekehrte Karten vorkommen können; dies kann beispielsweise durch Abheben und Umdrehen von Karten geschehen.

### Legesysteme
Egal, zu welchem Zweck man die Tarot-Karten deuten möchte: Wenn man sich nicht darauf beschränken möchte, jeweils nur eine einzelne Karte auszuwählen und diese zu interpretieren, benötigt man ein Legesystem. Ein Legesystem ist jedes System, in dem bestimmte Plätze bestimmt werden, und diesen Plätzen eine bestimmte Bedeutung zukommt. Ein Legesystem kann aus nur zwei Karten bestehen, andere Legesysteme beziehen mehr Karten ein, einige sogar alle 78. Als wichtig dabei gilt nicht, sich an ein bestimmtes System zu halten, sondern ein zur Fragestellung passendes auszuwählen, oder selbst eines festzulegen. Daher ist die Anzahl der möglichen Legesysteme unbegrenzt.
Als Beispiele hier ein paar bekannte Legesysteme.
Die erste mit drei Karten und einigen möglichen Bedeutungen der Positionen, und die zweite Keltisches Kreuz, die am häufigsten beschriebene Legemethode.

#### Legen mit drei Karten
Die einfachste Art, Karten zu legen. Soll in der Denkweise der Tarot-Praktizierenden geeignet sein, um für einen selbst Tagesvorhersagen zu treffen oder kleinere Fragen zu beantworten.
|  | 1. Vergangenheit 2. Gegenwart 3. Zukunft | 1. Ich 2. Partner/in 3. Umwelt | 1. Was spricht dafür 2. Was spricht dagegen 3. Was passiert, wenn ich es tue |

#### Das keltische Kreuz
Eine der ältesten und bekanntesten Legearten. Durch die hohe Anzahl an gelegten Karten und die umfangreichen Fragemöglichkeiten soll sich diese sehr ausführliche Legeart für alle Fragen anbieten. Falls man unsicher sei, welche Legeart zu wählen ist, solle das keltische Kreuz verwendet werden.
|  | 1. Ausgangssituation 2. Weitere Einflüsse 3. Bewusste Aspekte (Rationales) 4. Unbewusste Aspekte (Emotionales) 5. Jüngere Vergangenheit 6. Nähere Zukunft 7. Selbst 8. Umwelt 9. Hoffnungen und Ängste 10. Ergebnis | 1. Darum geht es 2. Das kommt hinzu 3. Das wird erkannt 4. Das wird gespürt 5. Das hat dahin geführt 6. So geht es weiter 7. So sieht es der Fragende 8. So sehen es die anderen 9. Das erwartet oder befürchtet der Frager 10. Dorthin führt es |

Es gibt diverse Variationen des Keltischen Kreuzes. Während das eigentliche Legemuster bei all diesen Variationen gleich ist, bestehen insbesondere hinsichtlich der Reihenfolge und Bedeutung der Karten 3–6 Differenzen.

### Der Kompass
Beim Kompass hat man eine einfache Tendenzlegung. Diese Legeart ist aber beliebig erweiterbar und kann daher zu einer sehr guten Entscheidungshilfe werden. Die Legart wird gerne verwendet, wenn man vor der Kartenlegung schon vermutet, dass neue Fragen während dieser hinzutreten werden.
|  | 1. Das ist die Frage 2. Nahe Zukunft 3. Andere und Umfeld 4. Zukunft (auf längere Sicht) |

#### Das Kreuz
Das Kreuz gibt eher eine prägnante Interpretation wieder, die häufig in die richtige Richtung weist. Die Fragestellung kann hier zahlreich umgestellt werden, um somit immer neue Interpretationen der Karten zu ermöglichen. Sie wird gerne verwendet, um einen Trendverlauf oder eine Tendenz zu erkennen.
|  | 1. Die Frage 2. Das sollte nicht getan werden 3. Das sollte getan werden 4. Dahin führt der Weg |

#### Das Liebesorakel
Das Liebesorakel ist angelehnt an das Kreuz, jedoch genau zugeschnitten auf Fragen rund um das Thema Partnerschaft. Mit der Position drei erhält man hier zudem eine Karte die auf den Partner eingeht. Hier kann man sehr genaue Legungen für alle Liebes- und Partnerschaftsfragen durchführen.
|  | 1. Die Frage 2. Innerliche Beweggründe 3. Wie der Andere dazu steht 4. Was der Ratschlag ist |

#### Umgekehrte Karten
Je nachdem, wie die Karten gemischt wurden, ergeben sich unter Umständen beim Legen Karten, die auf dem Kopf stehen. Viele, vor allem neuere Tarot-Systeme drehen diese Karten einfach wieder in die „richtige“ Position. Historisch allerdings wurden diese Karten (und werden in einigen Systemen bis heute) als das genaue Gegenteil der Bedeutung der Karte interpretiert. Würde also eine bestimmte Karte in einer bestimmten Position Plötzlicher Reichtum bedeuten, bedeutet sie umgekehrt Plötzliche Armut. Dies wurde von vielen späteren Autoren allerdings als zu einseitig betrachtet. Umgekehrte Karten werden heute von den meisten Systemen so interpretiert, dass die grundsätzliche Bedeutung zutrifft, es aber einen problematischen Aspekt gibt.
Auch gibt es die Auffassung, dass die umgedrehten Karten historisch gesehen keine andere Bedeutung haben. Der Grund liegt in der Verwendung des Marseille-Decks, das eines der ersten Tarot-Decks war. In diesem Deck sind die meisten Abbildungen so angefertigt, dass sie sich spiegeln, und es somit keine auf dem Kopf stehende Karten dabei gibt.
Wichtig ist, dass sich der Kartenleger vor dem Kartenlegen entscheidet, ob die Karten für ihn in seiner Deutung eine andere Funktion haben, wenn sie auf dem Kopf stehen. Die Mischtechnik ist entscheidend. Die übliche Mischung in der Hand kann hier keine Abweichung generieren, daher kann dieser Aspekt nur zutreffen, wenn die Karten ausgebreitet auf dem Tisch gemischt werden, nicht in der Hand.

## Rezeption

### Kunst
- Giardino dei Tarocchi (deutsch: Tarotgarten) von der Künstlerin Niki de Saint Phalle entworfen und ab 1979 realisiert und seit 1998 eröffnet.
- Im Rahmen seines Projekts Kunstgrenze installierte Johannes Dörflinger 2007 an der Grenze zwischen Konstanz und Kreuzlingen 22 auf die Großen Arkana Bezug nehmende, sehr abstrahierte Skulpturen.

### Comic
- In der dritten Staffel des japanischen Mangas Jojo no Kimyō na Bōken, Stardust Crusaders sind die Fähigkeiten der Charaktere nach Tarotkarten benannt.

### Musik
- Der Schweizer Künstler Walter Wegmüller veröffentlichte 1973 das Krautrock-Doppelalbum Tarot. Hier wurde er von Musikern wie Manuel Göttsching, Klaus Schulze, Hartmut Enke, Harald Grosskopf, Jürgen Dollase, Jerry Berkers und Walter Westrupp unterstützt.
- Mike Batt veröffentlichte 1979 eine Tarot Suite mit dem London Symphony Orchestra.
- Ton Steine Scherben stellten ihr viertes Album IV (1981) nach den Karten der Großen Arkana zusammen. Durch dieses Projekt wurden Schwefel zu dem ähnlich aufgebauten Konzeptalbum Mystifier inspiriert.
- Im Lied Tarot auf dem gleichnamigen Studioalbum (1988) von Juliane Werding wird über eine Frau gesungen, die Tarotkarten legt.
- Marilyn Mansons Album Holy Wood (In the Shadow of the Valley of Death) (2000) enthielt 10 Tarot-Karten mit eigenem Motiv. Darin sind Motive unter anderem von John F. Kennedy oder der Band abgebildet.
- Die Band Dark Moor veröffentlichte 2007 ein Album mit dem Namen Tarot, dessen einzelne Titel sich auf einige der Großen Arkana beziehen.
- Die Band Æther Realm veröffentlichte 2017 ihr zweites Album Tarot dessen Lieder nach Karten der Großen Arkana benannt sind.

### Film
- In James Bond 007 – Leben und sterben lassen (1973) legt die Seherin Solitaire für den Bösewicht Kananga alias Mr. Big die Karten. Bond verführt sie mithilfe gezinkter Karten, aber dadurch verliert sie ihre Macht, die Zukunft zu sehen. So fällt sie in Ungnade bei Kananga, der sie töten will. Bond kann sie jedoch retten und Kananga töten. Benutzt wurde das Deck Tarot of the Witches, gemalt von Fergus Hall; auf der Kartenrückseite ist ein stilisierter 007-Schriftzug. In einer späteren Filmszene wird ein Rider-Waite Deck mit derselben Rückseite benutzt.
- In Peter Jacksons Film Braindead (1992) wird die Protagonistin Paquita durch eine Tarotlegung mit Karten des Crowley-Tarots in die Haupthandlung geführt. Dabei wird eine der Karten um das Gesicht des Hauptdarstellers erweitert und eine auf die Filmhandlung zugeschnittene Version des Trumpfes Der Stern verwendet.
- In der Simpsons-Folge Lisas Hochzeit (Staffel 6, Folge 19, 1995) besucht Lisa Simpson auf einem Mittelaltermarkt eine Wahrsagerin, die ihr Tarot legt. Zuerst legt die Wahrsagerin die Karte Der Tod bei der Lisa erschrickt, die Wahrsagerin aber, in Anspielung auf die übliche Wahrsagerpraxis, die Karte als gar nicht so schlimm bezeichnet. Als zweite Karte legt sie The happy Squirrel (das Lustige Eichhörnchen), die Lisa niedlich findet, die Wahrsagerin aber beinahe in Panik versetzt. Einige neue Tarotspiele haben den Gag aufgenommen und haben die The-happy-Squirrel-Karte in ihr Set mit aufgenommen.
- In der Anime-Serie The Vision of Escaflowne (1996) kann die Hauptdarstellerin Hitomi mittels Tarot-Karten die Zukunft vorhersagen. Jede Folge wird mit einer anderen, thematisch bezogenen Karte begonnen.
- In der Anime-Serie One Piece (1997 ff.) scheint der Piratenkapitän Basil Hawkins Tarot-Karten zu legen, mit denen er die Zukunft sieht, beziehungsweise deren Wahrscheinlichkeiten berechnet.
- In der Anime-Serie Yu-Gi-Oh! GX (2004 ff.) legt der Anführer der Gesellschaft des Lichts, Sartorius, Tarotkarten und vermag in die Zukunft zu sehen. Er verbindet die Karten teilweise mit den Charakteren aus der Serie wie zum Beispiel Der Narr und Jaden Yuki.
- In der Anime-Serie JoJo's Bizarre Adventure Part 3: Stardust Crusaders sind die sogenannten "Stands" der Charaktere nach Tarot-Karten benannt. Als Beispiel sind Jotaro Kujos Stand Star Platinum und Dios Stand The World zu nennen.
- Im Film Kings of Rock – Tenacious D (2006) enthält der Vorspann zahlreiche echte und modifizierte bzw. erfundene Tarotkarten und deren Symbolik. Auch die Zwischenüberschriften sind in Form selbsterfundener Tarotkarten gestaltet.
- Im Staffelfinale der dritten Staffel der Krimiserie Criminal Minds (2008), hinterlässt eine New Yorker-Terrorgruppe eine Tarot-Todeskarte an einem der Tatorte, wie dies Lee Boyd Malvo und John Allen Muhammad, die „Heckenschützen von D. C.“, taten.
- Im Film Das Kabinett des Doktor Parnassus (2009) zieht Parnassus auf der Brücke die Karte Der Gehängte, kurz bevor sie den erhängten Mann unter der Brücke sehen.
- In der britischen BBC-Serie Torchwood gibt es eine Figur, ein kleines Mädchen, das dem Protagonisten Captain Jack Harkness mehrmals mithilfe von Tarot-Karten die Zukunft voraussagt.
- Im Märchenfilm Der Teufel und seine zwei Töchter (1989) spielt der Bauernsohn Martin (Thomas Heinze) mit dem Teufel (Héctor Alterio) Kartenraten mit den Tarot de Marseille Karten.

### Hörspiele
- In der Hörspielserie Offenbarung 23 - Das Wissen der Menschheit (Folge 13) von Jan Gaspard wird der Hauptperson, Georg Brand, mit dem Michelini-Tarot die Zukunft vorhergesagt.
- In Folge 82 „Die Karten des Bösen“ bei den Drei ??? spielt Tarot eine zentrale Rolle.
- In Folge 9 „Im Bann des Tarot“ bei den Drei !!! tragen Tarot-Karten einen wichtigen Teil zur Lösung des Falls bei.

### Computerspiele
- Im dritten Teil der Adventure-Reihe Monkey Island (1997) legt eine Wahrsagerin Guybrush Tarotkarten und zieht dabei fünfmal Der Tod, was schlechtes für seine Zukunft ahnen lässt. Im in mehrere Episoden aufgeteilten Teil Tales of Monkey Island erzählt die Voodoo Lady zu Beginn jeder Episode die Geschehnisse der bisherigen, die sie mit (vermutlich selbst) erfundenen Tarot-Karten wie Der Wissenschaftler und Der Verrat illustriert. Im Spiel selbst kann sie durch ihre Karten auch aktiv Ereignisse bewirken.
- In der Persona-Reihe (Persona, Persona 2: Innocent Sin, Persona 2: Eternal Punishment, Shin Megami Tensei: Persona 3, Shin Megami Tensei: Persona 4, Persona 5) spielen die Tarot-Karten, in Verbindung mit den psychologischen Zuordnungen zu den Archetypen Carl Gustav Jungs eine zentrale Rolle. Die Beziehungen des Hauptcharakters zu Gruppen oder Personen als auch zu Gegnern sind jeweils einer Trumpfkarte zugeordnet. Teil 3 und 4 verwenden das Rider-Waite-Kartendeck, Teil 5 verwendet eine thematische Umkehrung des Marseille-Kartendecks.
- Im Spiel The Binding of Isaac (2011) findet Isaac diverse Tarot-Karten aus der Großen Arkana, die er einsetzen kann. Die Namen der Karten entsprechen dem Rider-Waite-Tarot, jedoch sind Kraft und Gerechtigkeit nicht vertauscht.
- Im Spiel Sayonara Wild Hearts erscheinen alle großen Arcana in Kartenform, obwohl viele von ihnen auch andere Formen oder Präsentationen haben. Einige (wie der Narr, der Tod, der Teufel und andere) haben menschliche Formen, die entweder der Charakter des Spielers oder seine Gegner sind. Andere (wie das Glücksrad, die Stärke usw.) erscheinen als Werkzeuge oder Waffen, die für die Gestaltung der Kapitel wesentlich sind.
- Im 2020 erschienenen Spiel Cyberpunk 2077 spielen Tarotkarten eine wichtige Rolle: Die Hauptfigur V nimmt im Spielverlauf ein erstes Motiv eines eigens für das Spiel gestalteten Sets wahr; dabei bleibt offen, ob es sich um eine Halluzination oder einen Glitch in der Körper-Hardware der Figur handelt. Danach startet die Mission Fool on the Hill, in deren Verlauf V die 26 weiteren Motive des Sets finden muss, die in Night City verteilt sind. Einige Motive (z. B. der Narr) hängen dabei thematisch mit der Haupthandlung zusammen und lassen sich nur finden, wenn der Spielverlauf der Haupthandlung fortgesetzt wird.
- Im 2024 erschienenen Spiel Balatro bilden die im Laufe eines Spieldurchlaufs erscheinenden Tarot-Karten viele Möglichkeiten, das eigene Spieldeck zu verändern. Dabei werden (Stand Version 1.0) allerdings nur die 22 Karten der großen Arkana im Spiel verwendet[37]. Das (pixelhafte) Design der Balatro-Tarotkarten entspricht erkennbar einem Rider-Waite-Tarot.

### Sekundärliteratur
- Bill Butler: Dictionary of the Tarot. Schocken, New York 1975.
- Ronald Decker, Michael Dummett: A history of the occult tarot, 1870–1970. Duckworth, London 2002, ISBN 0-7156-3122-5.
- Ronald Decker, Thierry Depaulis, Michael Dummett: A wicked pack of cards: the origins of the occult tarot. Duckworth, London 1996, ISBN 0-7156-2713-9.
- Michael Dummett, Sylvia Mann: The Game of Tarot – From Ferrara to Salt Lake City. Duckworth, London 1980, ISBN 0-7156-1014-7.
- Helen Farley: A Cultural History of Tarot: From Entertainment to Esotericism. Tauris 2009, ISBN 978-1-84885-053-8.
- Eckhard Graf: Mythos Tarot – historische Fakten. Param Verlag, Alberstedt 1989, ISBN 3-88755-004-8.
- Eckhard Graf: Lexikon des Tarot sowie der Orakel- und Selbsterfahrungsspiele. Nagelschmid, Stuttgart 1991, ISBN 3-927913-03-0 (Lexikon der verschiedenen Tarot-Decks).
- Marion Guekos-Hollenstein: Zur psychologischen Deutung des Tarock-Spiels. Dissertation Zürich 1978. Überarbeitete Buchausgabe: Quellen des Tarot. Unbekannte Schätze in den 22 Großen Arkana. Königsfurt-Urania, Krummwisch 2000, ISBN 3-933939-06-2.
- Paul Huson: The Devil's Picture Book. The Compleat Guide to Tarot Cards. Abacus 1972.
- Paul Huson: Mystical Origins of the Tarot. From Ancient Roots to Modern Usage. Destiny Books 2004, ISBN 1-62055-183-7.
- Stuart R. Kaplan: The Encyclopedia of Tarot. 4 Bde. U.S. Games Systems, New York 1979–2005.
- Stuart R. Kaplan: Tarot Classic. U.S. Games Systems, New York 1972. Deutsch: Der Tarot. Geschichte – Deutung – Lesesysteme. Hugendubel, München 1984.
- Johannes Fiebig (Hrsg.): Das Tarot von A.E. Smith und P. Coleman Smith. Die Geschichte des populärsten Tarot der Welt. Taschen, Köln 2023
- Thomas Körbel: Hermeneutik der Esoterik. Eine Phänomenologie des Kartenspiels Tarot als Beitrag zum Verständnis von Parareligiosität. Reihe: Religion und Biographie Bd. 6, Münster 2001, ISBN 3-8258-5378-0.
- Martin Kriele, Robert Spaemann (Hg.): Die großen Arcana des Tarot. Meditationen des Anonymus d’Outre-Tombe. Herder, Basel 1989, 4 Bd., ISBN 3-906371-01-8 (interdisziplinäre Arbeit zur christliche Hermetik).
- Jean-Pierre Laurant: Tarot. In: Wouter J. Hanegraaff (Hg.): Dictionary of Gnosis & Western Esotericism. Brill 2006, ISBN 978-90-04-15231-1, S. 1110–1112.
- Kurt Hildebrand Matzak: Tarok – Rota – Tarot. Das Geheimnis der Tarokkarte. Leykam, Graz & Wien 1976, ISBN 3-7011-7069-X.
- Hildegard Piegeler: Tarot. Bilderwelten der Esoterik. Wilhelm Fink Verlag, München 2010, ISBN 978-3-7705-4934-4.
- Belinda Rodik: Tarot-Lexikon. Grundbegriffe und Schlüsselworte zu Symbolik und Deutung. Schirmer, Darmstadt 2008, ISBN 978-3-89767-612-1.
- Ralph Tegtmeier: Tarot – Geschichte eines Schicksalsspiels. DuMont, Köln 1986, ISBN 3-7701-1682-8.

### Esoterische Ratgeberliteratur
Die Zahl von Schriften aus dem Bereich esoterischer Ratgeberliteratur zum Tarot ist unüberschaubar. Daher hier nur eine kleine Auswahl:
- Hajo Banzhaf: Das Tarot-Handbuch. 10. Auflage. Hugendubel, München 1998, ISBN 3-88034-697-6.
- Paul Fenton-Smith: Tarot Revealed: A Beginner's Guide. Allen & Unwin, 2008, ISBN 978-1-74176-282-2.
- Marcia Masino: Tarot. Das Praxisbuch. Was die Karten bedeuten, wie man sie legt und interpretiert. Ludwig, München 2001, ISBN 3-7787-3677-9.
- Rachel Pollack: Seventy-Eight Degrees of Wisdom. 2 Bde. Aquarian, Wellingborough. Bd. 1: The Major Arcana. 1980. Bd. 2: The Minor Arcana and Readings. 1983. Deutsch: Tarot – 78 Stufen der Weisheit. Knaur, München 1985, ISBN 3-89060-508-7.